# 理科
理科（りか）は、物理・化学・生物・地学という教科を一括し、自然科学の内容をまとめたもの。学校教育（小学校・中学校・高等学校・中等教育学校・特別支援学校・義務教育学校）における教科の一つである。ただし、小学校（初等教育学校）の第一学年および第二学年では社会とともに廃止され、生活科に統合されたという背景により、教科としては存在しない。
本項目では、主として現在の学校教育における理科について説明する。日本の歴史において、「理科」という単語は青地林宗が、オランダ語の書物を翻訳・編纂し、文政10年（1827年）に著した「氣海観瀾」にて登場する。青地は、オランダ語の「Natuurkunde（物理学）」の訳語として「理科」という単語を使っており、「理科は物則の学（まなび：study）なり。其（それ：it）の効用を察し、諸（もろ）を器数に徴し、諸（もろ）を測験にしらぶ」と書いている。これを端緒とし、以後、日本の科学書において、「理科」という単語が広まっていく事となる。
教科を示す語として採用されたのは、明治19年（1886年）の小学校令においてである。この法令では、従来の博物・物理・化学・生理という教科を一括し、数学・情報科学以外の自然科学の内容をまとめたものを「理科」という教科名にした。江戸時代から明治維新を経て、約二十年程の一般人には馴染みがない単語だったらしく、「理科というのはいったいどんなものか」と話題になったようである。明治40年に高等小学校の1～2年が尋常小学校に統合され、尋常小学校の年数が6年となった結果、明治41年からは尋常小学校の5・6年のすべての児童が義務教育として学ぶようになった。

## 学習内容
以下に、日本の学習指導要領における理科の学習範囲を示す。具体的な内容は、各記事を参照。

### 初等教育（小学校など）
かつては、第1学年及び第2学年でも履修されていたが、1992年度からは第3学年からの履修となっている。かつて履修されていた内容の多くは、社会と統合されて新設された生活科で学習する。ただし、知的障害者を教育する特別支援学校の小学部では、学年に関係なく生活を学習しているので、「社会」・「家庭」同様に、「理科」はない。
本項では、2017年告示、2021年度完全実施の内容について述べる。
第3学年
| 生物的分野 | 昆虫の成長や体のつくり、植物の成長や体のつくり、身のまわりの生物の環境のかかわり |
| 物理的分野 | 風とゴムの力の働き、光と音の性質、磁石の性質、電気の通り道                       |
| 化学的分野 | 物と重さ                                                                         |
| 地学的分野 | 太陽と地の様子                                                                   |
第4学年
| 生物的分野 | ヒトの体のつくりと運動、季節と生物           |
| 物理的分野 | 電流の働き                                   |
| 化学的分野 | 空気と水の性質、金属・水・空気と温度         |
| 地学的分野 | 雨水の行方と地面の様子、天気の様子、月と天体 |
第5学年
| 生物的分野 | 植物の発芽、受粉による結実                   |
| 物理的分野 | 振り子の運動、電流が作る磁力                 |
| 化学的分野 | 物の溶け方                                   |
| 地学的分野 | 流れる水の働きと土地の作りと変化、天気の変化 |
第6学年
| 生物的分野 | 人の体のつくりと働き、植物の水と養分と通り道、生物と環境 |
| 物理的分野 | てこの規則性、電気の利用                                 |
| 化学的分野 | 燃焼の仕組み、水溶液の性質                               |
| 地学的分野 | 月と太陽、土地のつくりと変化                             |

### 前期中等教育（中学校・中等教育学校の前期課程など）
本項では、1998年告示、2002年度実施の内容について述べる。2008年に次期の学習指導要領（2012年度実施）が告示され、2009年度から移行措置が開始されたため、内容が一部変更されている。
教科書の体系も、従前は、第1分野上・下および第2分野上・下の4分冊による教科書構成（両分野上巻が1年次、両分野下巻が2年次にそれぞれ配布）であったものが、2012年以降は、国語・数学・外国語（英語）の教科書同様、学年別の形態に改められることになった。
第1分野（物理）
| 第1学年 | 力の働き、光と音 |
| 第2学年 | 電流、電流と磁界 |
| 第3学年 | 力のつり合いと合成・分解、運動の規則性、力学的エネルギー、エネルギーと物質、自然環境の保全と科学技術の利用（第2分野と共通） |
第1分野（化学）
| 第1学年 | 物質のすがた、水溶液、状態変化                 |
| 第2学年 | 物質の成り立ち、化学変化、化学変化と物質の質量 |
| 第3学年 | 水溶液とイオン、化学変化と電池                 |
第2分野（生物）
| 第1学年 | 生物の観察と分類の仕方、生物の体の共通点と相違点                                                                            |
| 第2学年 | 生物と細胞、植物の体のつくりとはたらき、動物の体のつくりとはたらき                                                          |
| 第3学年 | 生物の成長と殖え方、遺伝の規則性と遺伝子、生物の種類の多様性と進化、生物と環境、自然環境の保全と科学の利用（第1分野と共通） |
第2分野（地学）
| 第1学年 | 身近な地形や地層、岩石の観察、地層の重なりと過去の様子、火山と地震、自然の恵みと災害 |
| 第2学年 | 気象観測、天気の変化、日本の気象、自然の恵みと災害                                   |
| 第3学年 | 天体の動きと地球の自転・公転、太陽系と恒星                                           |

### 後期中等教育（高等学校・中等教育学校の後期課程など）
本項では、2018年告示、2022年度実施の内容について述べる。
後期中等教育の必修科目は次のいずれかである。
- 「科学と人間生活」と、「物理基礎」「化学基礎」「生物基礎」「地学基礎」のうち1科目の、合計2科目。
- 「物理基礎」「化学基礎」「生物基礎」「地学基礎」のうち3科目。

高等学校や中等教育学校の判断で、履修させる科目を自由に選択できるようになっている。
多くの高等学校・中等教育学校などで履修される「物理」・「化学」・「生物」などは、学習指導要領ではすべて基礎科目履修を踏まえた選択科目扱いとなっている。このため高等学校以降では学習内容のばらつきが非常に大きくなる。
文系生徒は基礎科目のみを履修し専門科目（「基礎」を付さない科目）は履修しないことが多い。一方、理系生徒は専門科目も履修することが多い。ただし地学を履修する生徒はごく一部である（大学受験の出題範囲に含まれない場合が多いため）。
「科学と人間生活」は大学入学共通テストの科目では無い。

#### 総合科目
科学と人間生活
物理・化学・生物・地学の基礎となる事項を、歴史的な背景や身近な生活との関わりとともに学ぶ科目。2012年度入学生からの新科目。
| 科学技術の発展           |                  |                                        |
| 人間生活の中の科学       | 光や熱の科学     | 光の性質とその利用、熱の性質とその利用 |
| 人間生活の中の科学       | 物質の科学       | 材料とその再利用、衣料と食品           |
| 人間生活の中の科学       | 生命の科学       | ヒトの生命現象、微生物とその利用       |
| 人間生活の中の科学       | 宇宙や地球の科学 | 太陽と地球、自然景観と自然災害         |
| これからの科学と人間生活 |                  |                                        |
理科課題研究
2012年度入学生からの新科目。

#### 物理
高等学校物理(Wikibooks)も参照
物理基礎
| 物体の運動とエネルギー           | 運動の表し方         | 物理量の測定、運動量の表し方、直線運動の加速度     |
| 物体の運動とエネルギー           | 様々な力とその働き   | 様々な力、力のつり合い、運動の法則、物体の落下運動 |
| 物体の運動とエネルギー           | 力学的エネルギー     | 運動エネルギーと位置エネルギー、力学的エネルギー   |
| 様々な物理現象とエネルギーの利用 | 熱                   | 熱と温度、熱の利用                                 |
| 様々な物理現象とエネルギーの利用 | 波                   | 波の性質、音と振動                                 |
| 様々な物理現象とエネルギーの利用 | 電気                 | 物質と電気抵抗、電気の利用                         |
| 様々な物理現象とエネルギーの利用 | エネルギーとその利用 | エネルギーとその利用                               |
| 様々な物理現象とエネルギーの利用 | 物理学が拓く世界     | 物理学が拓く世界                                   |
物理
| 様々な運動 | 平面内の運動と剛体のつり合い | 曲線運動の速度と加速度、放物運動、剛体のつり合い           |
| 様々な運動 | 運動量                       | 運動量と力積、運動量の保存則、衝突と力学的エネルギー       |
| 様々な運動 | 円運動と単振動               | 円運動、自由振動                                           |
| 様々な運動 | 万有引力                     | 惑星の運動、万有引力                                       |
| 様々な運動 | 気体分子の運動               | 気体分子運動論と圧力、気体の内部エネルギー、気体の物理変化 |
| 波         | 波の伝わり方                 | 波の伝わり方とその表し方、波の干渉と回折                   |
| 波         | 音                           | 音の干渉と回折、音のドップラー効果                         |
| 波         | 光                           | 光の伝わり方、光の回折と干渉                               |
| 電気と磁気 | 電気と電流                   | 電荷と電場、電界と電位、静電容量、電気回路                 |
| 電気と磁気 | 電流と磁界                   | 電流による磁場、電流が磁界から受ける力、電磁誘導、電磁波   |
| 原子       | 電子と光                     | 電子、粒子性と波動性                                       |
| 原子       | 原子と原子核                 | 原子とスペクトル、原子核、素粒子                           |
| 原子       | 物理学が築く未来             | 物理学が築く未来                                           |

#### 化学
高等学校化学(Wikibooks)も参照
化学基礎
| 化学と人間生活       | 化学と物質         | 化学の特徴、物質の分離・精製、単体と化合物、熱と物質の三態 |
| 物質の構成           | 物質の構成粒子     | 原子の構造、電子配置と周期表                               |
| 物質の構成           | 物質と化学結合     | イオンとイオン結合、分子と共有結合、金属と金属結合         |
| 物質の変化とその利用 | 物質量と化学反応式 | 物質量、化学反応式                                         |
| 物質の変化とその利用 | 化学反応           | 酸・塩基と中和、酸化と還元                                 |
| 物質の変化とその利用 | 化学が拓く世界     | 化学が拓く世界                                             |
化学
| 物質の状態と平衡     | 物質の状態とその変化 | 状態変化、気体の性質、固体の構造           |
| 物質の状態と平衡     | 溶液と平衡           | 溶解平衡、溶液とその性質                   |
| 物質の変化と平衡     | 化学反応とエネルギー | 化学反応と熱・光、電気分解、電池           |
| 物質の変化と平衡     | 化学反応と化学平衡   | 反応速度、化学平衡とその移動、電離平衡     |
| 無機物質の性質と利用 | 無機物質             | 典型元素、遷移元素                         |
| 無機物質の性質と利用 | 無機物質と人間生活   | 無機物質と人間生活                         |
| 有機化合物の性質     | 有機化合物           | 炭化水素、官能基をもつ化合物，芳香族化合物 |
| 有機化合物の性質     | 高分子化合物         | 合成高分子化合物、天然高分子化合物         |
| 化学が果たす役割     | 人間生活の中の化学   | 様々な物質と人間生活、化学が築く未来       |

#### 生物
高等学校生物(Wikibooks)も参照
生物基礎
| 生物の特徴           | 生物の特徴                 | 生物の共通性と多様性、生物とエネルギー       |
| 生物の特徴           | 遺伝子とその働き           | 遺伝情報とDNA、遺伝情報とタンパク質の合成    |
| ヒトの体の調節       | 神経系と内分泌系による調節 | 情報の伝達、体内環境の維持の仕組み           |
| ヒトの体の調節       | 免疫                       | 免疫系の働き                                 |
| 生物の多様性と生態系 | 植生と遷移                 | 植生と遷移                                   |
| 生物の多様性と生態系 | 生態系とその保全           | 生態系と生物の多様性、生態系のバランスと保全 |
生物
| 生物の進化           | 生命の起源と細胞の進化     | 生命の起源と細胞の進化                           |
| 生物の進化           | 遺伝子の変化と進化の仕組み | 遺伝子の変化、遺伝子の組合せの変化、進化の仕組み |
| 生物の進化           | 生物の系統と進化           | 生物の系統と進化、人類の系統と進化               |
| 生命現象と物質       | 細胞と分子                 | 生体物質と細胞、生命現象とタンパク質             |
| 生命現象と物質       | 代謝                       | 呼吸、光合成                                     |
| 遺伝情報の発現と発生 | 遺伝情報とその発現         | 遺伝情報とその発現                               |
| 遺伝情報の発現と発生 | 発生と遺伝子発現           | 遺伝子の発現調節、発生と遺伝子発現               |
| 遺伝情報の発現と発生 | 遺伝子を扱う技術           | 遺伝子を扱う技術                                 |
| 生物の環境応答       | 動物の反応と行動           | 刺激の受容と反応、動物の行動                     |
| 生物の環境応答       | 植物の環境応答             | 植物の環境応答                                   |
| 生態と環境           | 個体群と生物群集           | 個体群、生物群集                                 |
| 生態と環境           | 生態系                     | 生態系の物質生産と物質循環、生態系と人間生活     |

#### 地学
高等学校地学(Wikibooks)も参照
地学基礎
| 地球のすがた | 惑星としての地球 | 地球の形と大きさ、地球内部の層構造               |
| 地球のすがた | 活動する地球     | プレートの運動、火山作用と地震                   |
| 地球のすがた | 大気と海洋       | 地球のエネルギー収支、大気と海水の運動           |
| 変動する地球 | 地球の変遷       | 宇宙，太陽系と地球の誕生、古生物の変遷と地球環境 |
| 変動する地球 | 地球の環境       | 地球環境の科学、日本の自然環境                   |
地学
| 地球の概観       | 地球の形状       | 地球の形と重力、地球の磁性                                       |
| 地球の概観       | 地球の内部       | 地球の内部構造、地球内部の状態と物質                             |
| 地球の活動と歴史 | 地球の活動       | プレートテクトニクス、地震と地殻変動、火成活動、変成作用と変成岩 |
| 地球の活動と歴史 | 地球の歴史       | 地殻の変化、地層の観察、地球環境の変遷、日本列島の成り立ち       |
| 地球の大気と海洋 | 大気の構造と運動 | 大気の構造、大気の運動と気象                                     |
| 地球の大気と海洋 | 海洋と海水の運動 | 海洋の構造、海水の運動                                           |
| 宇宙の構造       | 太陽系           | 地球の自転と公転、太陽系天体とその運動、太陽の活動               |
| 宇宙の構造       | 恒星と銀河系     | 恒星の性質と進化、銀河系の構造                                   |
| 宇宙の構造       | 銀河と宇宙       | 様々な銀河、膨張する宇宙                                         |

## 入試関連
中学受験・高校受験においては物理・化学・生物・地学の4科目が「理科」科目として均等に出題される。

### 大学受験
他方、大学受験においては各科目に分かれて出題される。志望校に応じた科目を受験する必要がある。

#### 文系の大学受験
文系の高校生は、大学入試においては大学入学共通テストで基礎科目2科目が課されるのみである。

#### 理系の大学受験
理系では、共通テストに限らず国公立大学や私立大学の受験教科にもなる。基礎科目に限らず、専門科目も試験範囲に含まれることがほとんどである。 
私立大学では早稲田大学、慶應義塾大学や医学部医学科を除いて理科1科目で受験可能な大学が多い。
難関国公立大学では共通テストに限らず二次試験でも理科2科目必須の大学が多い。さらに「物理・化学」が必須の大学も多い(主に工学部や物理学科)。反面「生物」必須の大学はかなり少ない。地学はそもそも選択不可能な場合が多い。

## 学校における理科実験中の死亡事故
- 1955年（昭和30年）
  - 5月22日 - 宮城県塩竈市立第三中学校理科準備室で実験中に薬品が爆発。生徒3人が死亡[7]。
  - 11月12日 - 長野県遠山村立和田小学校で石鹸作りの実験中に18リットル入りアルコール容器に引火して爆発。児童2人が死亡、5人が重軽傷を負った[7]。